# Pander S4
Die Pander S4 (auch S.4, S IV oder S.IV) war ein Flugzeug des in Den Haag ansässigen niederländischen Flugzeugherstellers Pander & Zoon Den Haag. Ursprünglich als Postflugzeug für die Strecke Amsterdam–Batavia konstruiert, erlangte sie durch die Teilnahme am MacRobertson-Luftrennen Berühmtheit.

## Geschichte
Die Pander S4 wurde für den Transport von Luftpost von den Niederlanden in die damalige Kolonie Niederländisch-Ostindien entworfen. Die niederländische Fluggesellschaft KLM transportierte auf dieser Strecke Post und Passagiere mit demselben Flugzeug. Zum Einsatz kamen dabei Flugzeuge des Typs Fokker F.XVIII. Der Transport der Luftpost war langsam und teuer. Durch den Bau eines speziellen Postflugzeuges sollte er schneller und auch billiger werden. Da das Passagieraufkommen auf dieser Strecke zur damaligen Zeit begrenzt war, schien der Bau eines speziellen Flugzeuges auch wirtschaftlich sinnvoll zu sein. Bereits 1930 wurde die Idee eines schnellen dreimotorigen Tiefdeckers für Luftpostflüge skizziert. Die KLM hielt jedoch an der Idee des gemeinsamen Transports von Luftpost und Passagieren fest und bestellte, nachdem sie verfügbar waren, auch Flugzeuge des Typs Douglas DC-2.
Anfang 1933 wurde mit Unterstützung der Bataafsche Petroleum Maatschappij und einiger Reedereien ein Studienkomitee für eine schnelle Luftpostverbindung Niederlande–Indien (Snelpost Nederland–Indië) gegründet. Die Konstruktion der Pander S4 begann im Januar dieses Jahres, der erste Postflug sollte noch vor Jahresende 1933 erfolgen. Angestrebt war eine Flugzeit von weniger als 50 Stunden für die Strecke Amsterdam–Batavia. Das Flugzeug erhielt den Namen Postjager (deutsch: Postjäger). Die Eintragung im niederländischen Luftfahrtregister erfolgte unter der Registrierung PH-OST für die Snelpost Nederland-Indië. Der Zeitplan konnte eingehalten werden. Am 9. Dezember 1933 hob die S4 mit den Piloten Gerrit Johannes Geijsendorffer, Dirk Lucas Asjes und dem Funker van Straaten vom Flughafen Amsterdam-Schiphol ab. Geijsendorffer war zum damaligen Zeitpunkt Chef-Testpilot der KLM. Bereits in Grottaglie (Italien) musste der Flug jedoch wegen eines Motorschadens unterbrochen werden. Die Post wurde dort von der planmäßig auf der Route verkehrenden F.XVIII de Pelikaan übernommen und erreichte den Zielort zeitgerecht. Nach der Reparatur setzte die S4 den Flug fort und erreichte Batavia am Silvesterabend nach einer Flugzeit von 72 Stunden und 20 Minuten, was die Leistungsfähigkeit des Entwurfs unterstrich. Die de Pelikaan hatte jedoch bereits am Vortage wieder Amsterdam erreicht und einen neuen Streckenrekord erzielt. Das Studienkomitee war mit dem Verlauf des Fluges unzufrieden und gab das Flugzeug nach der Rückkehr aus Indien 1934 an den Hersteller zurück. Dieser legte die Maschine vorerst still.

## MacRobertson-Luftrennen
Im Verlaufe des Jahres wurde die S4 für das MacRobertson-Luftrennen gemeldet, das im Oktober 1934 starten sollte. Das Flugzeug erhielt nun den Namen Panderjager. Die Besatzung bestand aus Gerrit Johannes Geijsendorffer (Kapitän), Dirk Lucas Asjes (2. Pilot) und Pieter Pronk (Funker). Der Panderjager hatte – im Gegensatz zur DC-2 Uiver – keine Passagiere an Bord.
Gerrit Johannes Geijsendorffer war der erste Niederländer, der eine Lizenz als kommerzieller Flugzeugführer erhielt. Ab 1921 flog er für die KLM. Er und Hofstra waren die ersten niederländischen Piloten der KLM. Im Jahr 1927 flog er als erster Pilot die Strecke nach Niederländisch-Ostindien und zurück. Zum Einsatz kam dabei die Fokker F.VIIa mit der Registrierung H-NADP, die zu diesem Zweck von dem amerikanischen Millionär Van Lear Black gemietet wurde. Von 1929 bis Anfang 1931 trat Geijsendorffer als Pilot in den Dienst von Van Lear Black. Nach dessen Tod flog er wieder für die KLM. Geijsendorffer verunglückte 1947 tödlich beim Absturz der DC-3 PH-TCR auf dem Flughafen Kastrup bei Kopenhagen.
Dirk Lucas Asjes begann seine Laufbahn in der militärischen Luftfahrt in Soesterberg. Als Ausbilder der National Luchtvaartschool auf Waalhaven flog er oft als Testpilot für neue Flugzeuge, vor allem der Firmen Koolhoven und Pander. Asjes gab auch den Anstoß zur Entwicklung des Postjager. Während des Krieges wurde er als Pilot mit dem Dienstgrad eines Hauptmanns eingezogen. Asjes erreichte hohe militärische Ränge und bekleidete später wichtige Positionen in der Wirtschaft. Im Jahr 1971 wurde er schließlich Generalmajor der niederländischen Luftwaffe. Asjes starb im Februar 1997 an seinem Wohnort in Mexiko.
Pieter Pronk flog bis 1942 für die KLM. Im März 1942 wurde er nach einer Notlandung in Sumatra von japanischen Soldaten getötet.
Der Panderjager startete am 20. Oktober 1934 in London-Mildenhall mit der Startnummer 6 zum Luftrennen. Nach kurzen Zwischenlandungen in Leipzig und Athen wurde noch am Abend des ersten Renntages Bagdad erreicht. Zu diesem Zeitpunkt belegte der Panderjager den dritten Platz in der Geschwindigkeitswertung des Rennens. Am zweiten Renntag wurde Allahabad erreicht, das Flugzeug jedoch bei der Landung beschädigt, da das linke Hauptfahrwerk nicht verriegelte. Nach dem Aufsetzen knickte das Fahrwerksbein ein und die linke Tragfläche bekam Bodenberührung. Dabei wurden der linke und der mittlere Propeller sowie die Verkleidung des linken Triebwerks beschädigt. Da in Allahabad keine Ersatzteile verfügbar waren, fuhr Geijsendorffer mit dem Zug nach Kalkutta, um bei der dortigen Werkstatt der KLM die nötigen Ersatzteile zu besorgen. Die durch die Reparatur aufgetretene Verzögerung machte alle Chancen auf einen Sieg im Rennen zunichte. Bis zum Unglück lagen lediglich Scott und Black mit der De Havilland DH.88 Comet Grosvenor House und Parmentier mit der DC-2 Uiver vor dem Panderjager. Geijsendorffer rechnete damit, aufgrund der höheren Fluggeschwindigkeit auf der nächsten Etappe zumindest die DC-2 einzuholen. Obwohl chancenlos, entschloss er sich zur Fortsetzung des Fluges. Da das Fahrwerk nicht instand gesetzt werden konnte, wollte er mit ausgefahrenem Fahrwerk fliegen.
Am 26. Oktober 1934 war das Flugzeug repariert und um 22:40 Uhr Ortszeit zum Start bereit. Geijsendorffer entschied sich für einen Start in südwestlicher Richtung, da hier eine längere Startstrecke zur Verfügung stand. Die Scheinwerfer, die in der Dunkelheit für die Beleuchtung der Start- und Landebahn verwendet wurden, zeigten jedoch in nordöstliche Richtung und blendeten die Besatzung beim Start. Geijsendorffer ließ die Scheinwerfer löschen und begann den Start. Die Bedienungsmannschaft der Scheinwerfer hatte die Anweisungen jedoch missverstanden und begann mit einem unbeleuchteten Ambulanzfahrzeug die gelöschten Scheinwerfer, die auf einem vierrädrigen Generatorwagen installiert waren, in die für den Start des Panderjager vermeintlich günstigere Position zu ziehen, bemerkte jedoch dabei nicht, dass das Flugzeug bereits startete. Als der Panderjager eine Geschwindigkeit von 160 km/h erreicht hatte, leuchteten unmittelbar vor dem Flugzeug die Scheinwerfer auf. Geijsendorffer wurde geblendet und konnte die Maschine noch hochziehen, den auf dem Wagen hoch aufragenden Scheinwerfern jedoch nicht mehr ausweichen. Das Flugzeug streifte mit der rechten Tragfläche den Scheinwerfer. Durch den Aufprall riss der rechte Flächentank auf und der auslaufende Treibstoff entzündete sich sofort. Nach 130 Metern kam das Wrack zum Liegen. Geijsendorffer und Asjes konnten sich mit Verbrennungen aus dem Wrack befreien, Pronk blieb unverletzt. Unter dem brennenden Generatorwagen wurden zwei Techniker schwer verletzt geborgen. Der Panderjager wurde vollkommen zerstört, Geijsendorffer musste das Rennen nun endgültig aufgeben. Nach der Katastrophe reiste die Besatzung mit dem Schiff „Johan de Witt“ zurück nach Genua (Ankunft 18. November 1934) und fuhr dann mit dem Zug zurück in die Niederlande.
Das Flugzeug erhielt aufgrund seines unglücklichen und kurzen Lebens den Spitznamen Pechjager. Das Ende des Panderjager war sowohl das Ende der Konstruktion (es wurde keine weitere S4 gebaut) als auch der Firma Pander & Zoon als Flugzeughersteller.

## Konstruktion
Das Flugzeug war als freitragender Tiefdecker ausgelegt. Die Maschine war ganz aus Holz gebaut. Das Höhenleitwerk war zum Seitenleitwerk abgespannt. Seiten- und Höhenruder waren trimmbar. Das Hauptfahrwerk fuhr nach hinten in die Verkleidung der äußeren Triebwerke ein. Zum Schutz bei Notlandungen ragten die Räder bei eingezogenem Fahrwerk halb aus der Verkleidung heraus.
| Kenngröße             | Daten                                                              |
| --------------------- | ------------------------------------------------------------------ |
| Besatzung             | 3                                                                  |
| Passagiere            | 0                                                                  |
| Länge                 | 12,50 m                                                            |
| Spannweite            | 16,60 m                                                            |
| Höhe                  | 3,30 m                                                             |
| Flügelfläche          | 46,00 m²                                                           |
| Flügelstreckung       | 6,0                                                                |
| Nutzlast              | 500 kg                                                             |
| Leermasse             | 3200 kg                                                            |
| Startmasse            | 5736 kg                                                            |
| Reisegeschwindigkeit  | 300 km/h                                                           |
| Höchstgeschwindigkeit | 360 km/h                                                           |
| Dienstgipfelhöhe      | 5400 m                                                             |
| Reichweite            | 2430 km                                                            |
| Triebwerke            | 3 × Wright Whirlwind R-975-E-2 mit je 420 PS (ca. 310 kW) Leistung |